# 上田五千石
上田 五千石（うえだ ごせんごく、1933年10月24日 - 1997年9月2日）は、東京都出身の俳人。秋元不死男に師事。「畦」創刊主宰。本名は明男。

## 生涯
東京都渋谷区代々木山谷町生まれ。法相宗東京出張所長の三男。この父は古笠（こりゅう）の号を持つ俳人で、五千石も幼少時より父と兄から俳句を教わった。幼時は代々木上原で満ち足りた幼年期を過ごすが、戦時に長野県へ疎開、その間の昭和20年（1945年）に代々木の自宅を空襲で失った。昭和21年（1946年）、静岡県富士郡岩松村（現在の富士市）に転居。昭和22年（1947年）1月に静岡県立清水中学校（現在の清水東高校）に3学期のみ編入学した後、静岡県立富士中学校（翌年静岡県立富士高等学校となる）2年に転入し、校内文芸誌「若鮎」の制作に加わる。そこで発表した加島五千石を詠んだ句「青嵐渡るや加島五千石」が校内で評判となったことから「五千石」を俳号とした。
1953年、上智大学文学部新聞学科に入学。1954年、極度の神経症に悩むが、同年秋元不死男に師事、「氷海」に入会してのち快癒した。在学中は「子午線」や関東学生俳句連盟にも参加。有馬朗人、深見けん二、寺山修司といった俳人と交流し「天狼」にも投句した。1956年、22歳で「氷海」同人。1957年、大学を卒業。卒論の「新聞俳壇の発生」は、西東三鬼の推薦で角川書店『俳句』に要約が掲載された。同年堀井春一郎、鷹羽狩行らと「氷海新人会」結成。俳句専念のためマスコミへの就職は断念し、父の発明した温灸「上田テルミン」製造販売・施療の経営に携わる。また鍼灸学校に3年間通学し資格を取得。
1968年、句集『田園』により第8回俳人協会賞を受賞。1973年「畦」を創刊・主宰。昭和58年（1983年）、富士市より東京都練馬区に転居する。1997年9月2日、解離性動脈瘤により杏林大学付属病院にて死去。63歳。「畦」は同年12月号にて終刊し、翌年に娘の上田日差子により新たに「ランブル」が創刊された。

## 作品
- 萬緑や死は一弾を以て足る
- ゆびさして寒星一つづつ生かす
- もがり笛風の又三郎やあーい
- 秋の雲立志伝みな家を捨つ
- 渡り鳥みるみるわれの小さくなり
- あたたかき雪がふるふる兎の目
- たまねぎのたましひいろにむかれけり

などが代表句。「氷海」出身の作家では鷹羽狩行と並び称される存在で、狩行が知と近代性を特色とするのに対し五千石は情と俳諧性を特色としている。秋元不死男は第一句集『田園』序に寄せて、「さびしさに引き出され、やがて静かさに深まってゆく句づくりが、もし俳句固有の詩法だと仮定すれば、五千石俳句はその詩法を身につけている」と書いている。第二句集『森林』の時期以降は、俳句は「いま」「ここ」「われ」の詩であり、時空の一期一会の交わりの一点において一句が成るとする「眼前直覚」論を説いた。

## 著書

### 句集
- 『田園』 春日書房、1968年
- 『森林』 牧羊社、1978年
- 『風景』 牧洋社、1982年
- 『琥珀』 角川書店、1992年
- 『天路』  朝日新聞社、1998年
- 『上田五千石全句集』 富士見書房、2003年

### 俳書
- 『上田五千石 生きることをうたう』 日本放送協会出版、1990年
- 『俳句塾』 邑書林、1992年
- 『春の雁』 邑書林、1993年
- 『俳句に大事な五つのこと 五千石俳句入門』 角川学芸出版、2009年

## テレビ出演
- 趣味講座 NHK俳句入門（NHK教育テレビジョン、1987年4月23日 - 1989年3月16日）
- テレビ生紀行“踊り子の歩いた道～伊豆・天城路”1 旅立ち～修善寺 （NHK-BS2、1992年6月29日）
- テレビ生紀行“踊り子の歩いた道～伊豆・天城路”2 出会い～天城湯ヶ島（NHK-BS2、1992年6月30日）
- BS俳句王国（NHK-BS2、1995年6月24日 - 1997年8月30日）
- NHK俳句（NHK教育テレビジョン、2011年12月4日 - 2011年12月18日）

## 作詞
- 静岡県・富士市立富士中央小学校 校歌（作詞：上田五千石、作曲：松村禎三）

## 句碑
- 静岡県富士市岩本山公園内 句集『田園』石碑（「渡り鳥みるみるわれの小さくなり」他三句）（静岡県立富士高等学校 第4回生 有志、1993年11月設置）
- 静岡県伊豆の国市長岡 最明寺「時頼の墓へ磴積む落椿」
- 静岡県富士宮市富士山せせらぎ広場「山開きたる雲中にこころざす」
- 新潟県新潟市北区前新田乙493　水の駅「ビュー福島潟」内　「渡り鳥みるみるわれの小さくなり」